# Baby Love
«Baby Love» — песня американской группы The Supremes, написанная Ламонтом Дозье и братьями Брайаном и Эдди Холландами. Первоначально вышла в августе 1964 на альбоме The Supremes Where Did Our Love Go; в качестве сингла — 17 сентября того же года. С 25 октября по 21 ноября занимала первое место национального хит-парада США. Возглавляла также хит-парад Великобритании. В списке 500 величайших песен всех времён по версии журнала Rolling Stone (обновление 2011 года) песня занимает 332-е место.